# Pascal Touron
Pascal André Jean Touron (Arcachón, 22 de mayo de 1973) es un deportista francés que compitió en remo.
Participó en dos Juegos Olímpicos de Verano, obteniendo dos medallas, bronce en Sídney 2000 y plata en Atenas 2004, en la prueba de doble scull ligero.
Ganó dos medallas en el Campeonato Mundial de Remo, en los años 1996 y 2001.

## Palmarés internacional
| Juegos Olímpicos   | Juegos Olímpicos         | Juegos Olímpicos  | Juegos Olímpicos        |
| Año                | Lugar                    | Medalla           | Prueba                  |
| ------------------ | ------------------------ | ----------------- | ----------------------- |
| 2000               | Sídney (Australia)       | Medalla de bronce | Doble scull ligero      |
| 2004               | Atenas (Grecia)          | Medalla de plata  | Doble scull ligero      |
| Campeonato Mundial |                          |                   |                         |
| Año                | Lugar                    | Medalla           | Prueba                  |
| 1996               | Motherwell (Reino Unido) | Medalla de bronce | Cuatro scull ligero     |
| 2001               | Lucerna (Suiza)          | Medalla de oro    | Ocho con timonel ligero |